# Tonsil

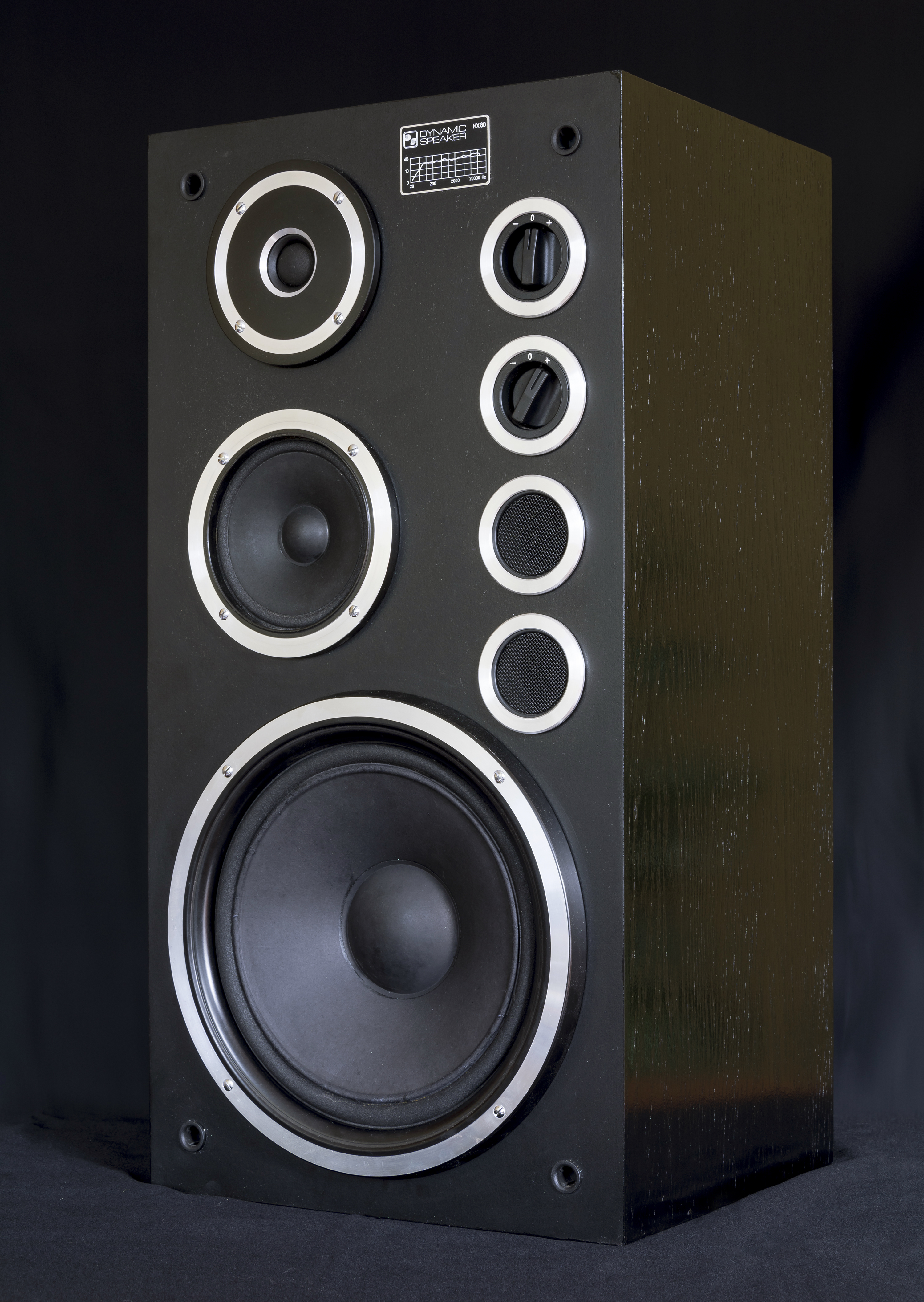
Комплект акустичних систем ZgB 70-8-50 "Dynamic Speaker HX-80" фірми Tonsil (експортна версія колонок ZgB 70-8-651 "Altus 110" з купольним високотоном)

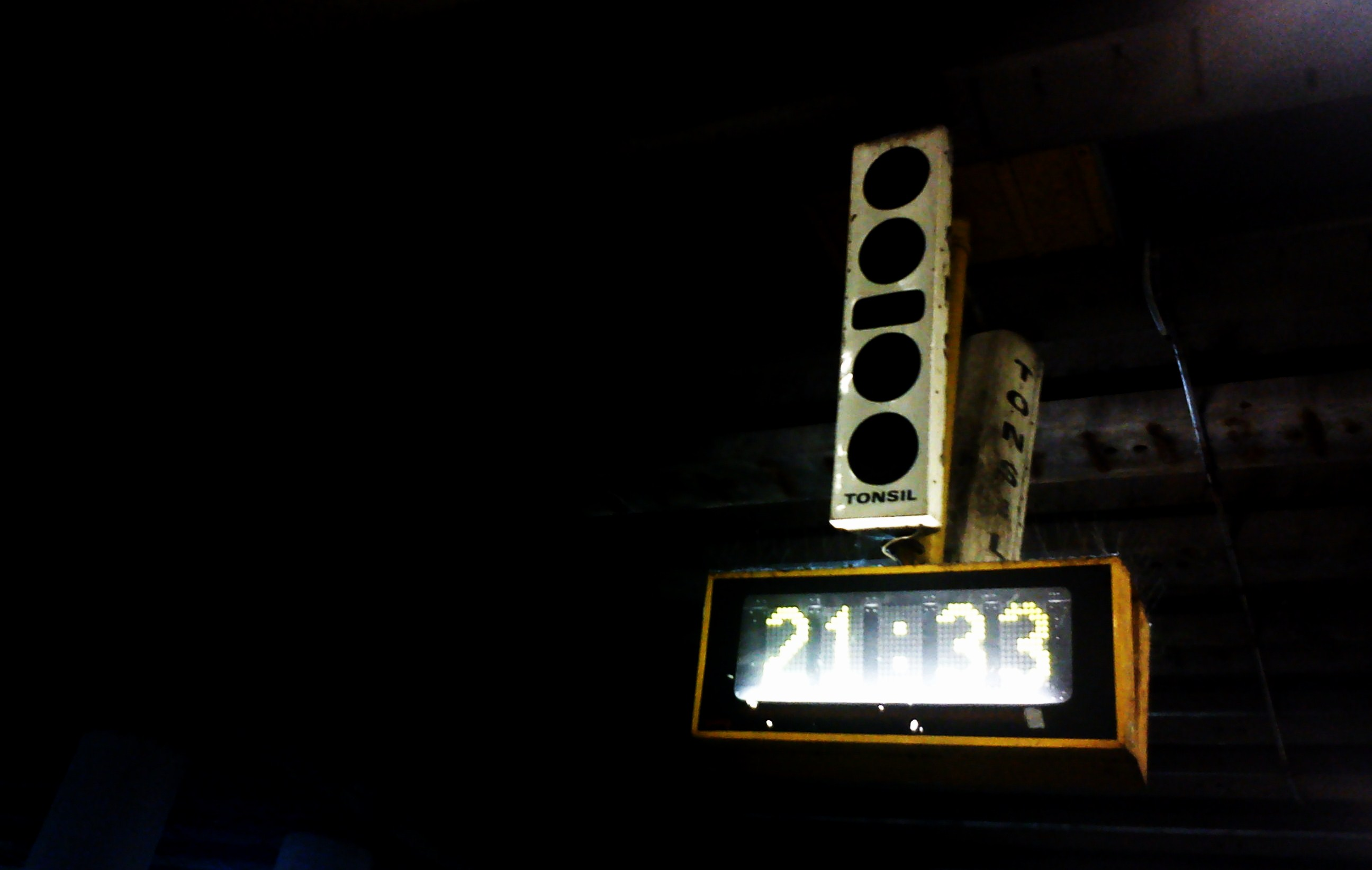
Гучномовці Tonsil на зупинці швидкого трамвая Poznań (вересень 2012)

Tonsil – завод з виробництва гучномовців у Вжесьні, заснований у березні 1945 року керівництвом Польського радіо в Познані. У 1945–1990 роках вони діяли як державне підприємство, а в 1990–2004 роках як акціонерне товариство, після його ліквідації виробництво під торговою маркою «Тонсілу» продовжили дочірні підприємства. З 2012 року завод працює як приватне підприємство фізичної особи – Sławomir Wieszczeciński.

## Історія

### Державне підприємство
У березні 1945 р. дирекція Польського радіо в Познані на базі невеликої радіотехнічної майстерні організувала у Вжесні Польську радіофабрику гучномовців, яка містилася в старих дерев’яних будівлях. На самому початку було виготовлено вісім типів гучномовців радіоцентру з використанням післянімецьких запасів матеріалів.
У 1946 році завод був переданий Союзу радіотехнічної промисловості і змінив назву на Державний гучномовний завод, а в 1950 році на Гучномовний завод. У цей же період почалося освоєння виробництва, в 1947 році був виготовлений перший мікрофон, а в 1949 році було розпочато виробництво трансформаторів для гучномовців. Також були впроваджені у виробництво електромеханічні елементи автоматизації (передані в 1960-х роках новоствореній компанії «Мерамонт») і двигуни малої потужності.
У 1960 році компанія отримала нову назву - Tonsil. У 1972 році виробництво двигунів було передано новоствореному підприємству «Мікрома». У 1973-1974 роках була модернізована технологія виробництва акустичних перетворювачів шляхом придбання ліцензії:
- від німецької компанії MBHO (раніше MBHaun) на 11 типів мікрофонів і 2 типи широкосмугових навушників,
- від японської компанії Pioneer Corporation на 18 типів колонок.

Це дозволило збільшити виробництво та експорт, що окупило витрати на ліцензію. Також була побудована безлунна вимірювальна камера – до того часу вимірювання спорадично проводилися на даху однієї з будівель.
У 1977 році розпочато виробництво електретних мікрофонів для магнітол популярного класу.
З 1961 року Tonsil належав до Союзу електронної промисловості Unitra. Протягом усього періоду Польської Народної Республіки вона була монополістом на польському ринку в галузі електроакустичних перетворювачів.

### Tonsil SA та її дочірні компанії
В результаті відкриття ринку в 1989 році «Тонзил» практично втратила своє монопольне становище. У лютому 1990 року з державного підприємства перетворено на товариство з обмеженою відповідальністю (наймані працівники), а 8 жовтня 1990 року — на акціонерне товариство. З квітня 1991 року Tonsil SA, як одна з перших п'яти польських компаній, була зареєстрована на Варшавській фондовій біржі.
У 1996 році було відновлено співпрацю з компанією Pioneer, яка послідовно купувала акції компанії, ставши в 1998 році домінуючим акціонером. Однак економічна криза в Східній Азії в 1998–2000 роках зупинила подальші замовлення для Pioneer, а також заплановані інвестиції концерну. У той час як Pioneer оптимізував виробничий процес у Tonsil, покращив якість вироблених там елементів гучномовців і в цілому покращив якість роботи компанії, відсутність реструктуризації, тобто. Перетворення Tonsil на повністю приватну компанію, що призвело до скорочення зайнятості та підвищення конкурентоспроможності продукції на ринку, сприяло краху Tonsil на ринку. Переломним виявився 2003 рік, коли стався конфлікт між профспілками та правлінням компанії та Агентством промислового розвитку.
7 квітня 2004 року рішенням суду підприємство було визнано банкрутом. На дату оголошення банкрутства структура акціонерів була наступною:
- Tohoku Pioneer Corp. – 40,25%,
- Агентство промислового розвитку SA - 12,77%,
- Держказначейство - 8,63%,
- Інші - 38,35%.

Однак раніше було виділено кілька самостійних суб'єктів господарювання. Серед них були, наприклад z o.o. була заснована 1 листопада 2002 року Tonsil Devices Elektroacoustic, яка взяла на себе виробництво професійних звукових систем (незабаром змінила назву на ProTonsil), Tonsil Polska - яка виробляла гучномовці та комплекти гучномовців. Виробничий завод все ще знаходився у Вжесні. Ці компанії орендували будівлі, обладнання та торгові марки у Tonsil SA.

### Відновлення виробництва на новому місці
Водночас, у 2009 році, після припинення виробництва ProTonsil, група співробітників Tonsil заснувала компанію Tonsil Technologie, орендувавши обладнання та торгові марки у ліквідатора Tonsil SA та відновивши виробництво на новому місці за адресою: вул. Чернеєвської у Вжешні. У 2010 році було засновано пов’язану компанію Tonsil Acoustic Company (з зареєстрованим офісом у Пйотркуві-Трибунальському), яка займатиметься продажем продукції Tonsil Technologie та збиратиме кошти для інвестування заводу шляхом продажу акцій на Варшавській фондовій біржі. Однак у 2012 році Tonsil Technologie припинила виробництво через фінансові проблеми (включаючи неоплачену ліцензію від ліквідатора Tonsil SA), і, як наслідок, Tonsil Acoustic Company було вилучено з біржі. Однак на базі цього заводу потім була проведена чергова активація виробництва.

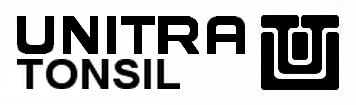
Колишній логотип Tonsil

У 2012 році підприємець із Вжесні Славомір Вєщецінський купив у судового виконавця права на бренд ліквідованого Tonsil SA, а у Tonsil Acoustic Company – машинну базу та документацію заводу. Він відкрив власну індивідуальну справу, успішно відновивши виробництво комплектів гучномовців Tonsil. У 2015 році була заснована компанія Tonsil Poland sp. z o. o., головою правління якої був С. Вєщецінскі, а в 2017 році ця компанія та С. Вєщецінскі заснували товариство з обмеженою відповідальністю. Виробництво відбувається на вулиці Чернієвська у Вжесні. У 2015 році компанія отримала звання «Символ традиції та сучасності 2015», яке присуджується в рамках загальнонаціональної щорічної кампанії, яку проводять редакції «Monitor Rynkowy» у «Dziennik Gazeta Prawna» та «Monitor Biznesu» у «Речі Посполитій».

## Продукти
- Основним профілем виробництва підприємства були електроакустичні перетворювачі. Протягом усього періоду ПНР фірма «Тонзил» була монополістом у цій галузі. У 1950-х і 1960-х роках [8] вироблялися:
  - гучномовці, в тому числі:
    - GD 16.5/2 - дуже популярний, для радіоприймачів Pionier і похідних;
    - GD 18-13/2 - дуже популярний, зустрічається в багатьох радіоприймачах, телевізорах, магнітофонах і вертушках;
    - GDW 12.5/1.5 F - твітер;
    - GD 31-21/5 – НЧ динамік;
    - GD 29/10 – для агрегатів більшої потужності;
    - колонки рупорною потужністю до 25Вт;

  - мікрофони, в тому числі:
    - два типи кристалічних мікрофонів (МК I і МК II) для побутової техніки;
    - кілька видів динамічних мікрофонів для професійних цілей;
    - динамічний мініатюрний мікрофон для слухових апаратів;

  - мініатюрні навушники для слухових апаратів
- Після придбання ліцензії в 1970-х роках асортимент гучномовців і мікрофонів був значно розширений, а також було розпочато виробництво динамічних широкосмугових навушників. У 1985 році було вироблено приблизно 5,9 мільйона динаміків.
- Також у сфері комплектів гучномовців, у роки Народної Республіки Польща, Tonsil був практично монополістом (невелика кількість наборів була виготовлена іншими компаніями союзу Unitra як аксесуари для власної продукції). Спочатку це були радіоцентри, популярні, кінотеатральні та open space звукові системи. У середині 1970-х років на базі ліцензійних гучномовців також було розпочато виробництво HiFi гарнітур.
- До 1973 року важливим елементом профілю виробництва були електромеханічні вузли автоматики, двигуни для електроакустичних пристроїв, двигуни загального призначення.
- Для телекомунікаційної галузі були виготовлені телетехнічні мікрофонні та навушники.
- Tonsil також випустив кілька моделей портативних і автомобільних мегафонів.
- Маловідомим продуктом фабрики є один із перших польських котушкових магнітофонів «Wilga 19», випущений невеликими тиражами на початку 1960-х років.
- [на чию думку?]  комплекти колонок Altus, Maestro, Siesta, Zeus.
- У роки ПНР на території заводу велося також окреме виробництво для потреб армії (зокрема міношукачі ) та Служби безпеки (елементи підслуховувальних установок).